# Zinnhaus

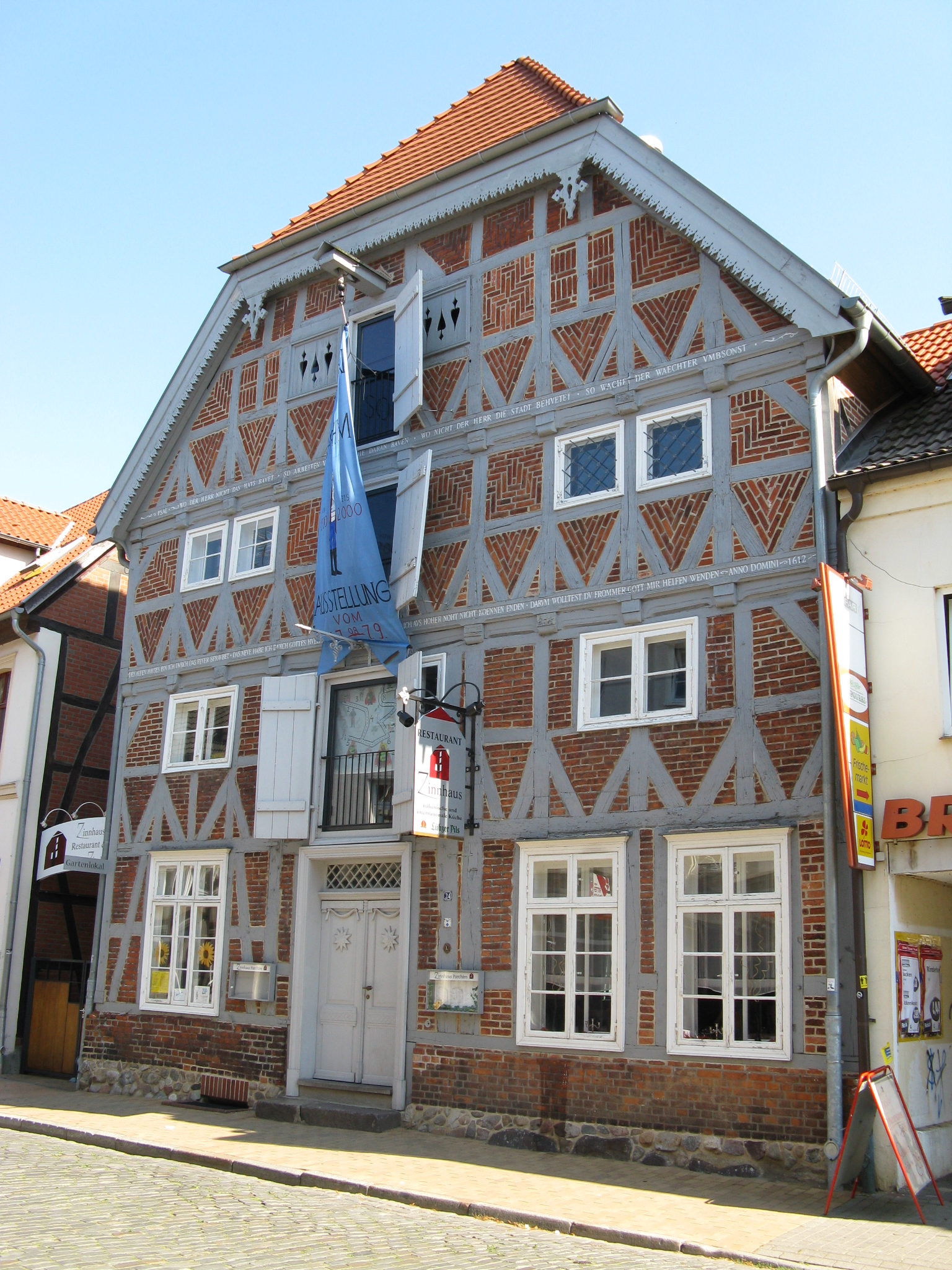
Zinnhaus in Parchim

Das Zinnhaus in der Langen Straße 24 zählt zu den kulturhistorisch bedeutendsten Bürgerhäusern Parchims. Der zweitälteste erhaltene Profanbau der Stadt diente als Zinngießerei und als Haus des Stadtwachtmeisters. Er befindet sich in der Parchimer Neustadt, welche im Jahr 1240 von Pribislaw I. gegründet wurde. Dies lässt darauf schließen, dass sich hier vor dem Zinnhaus ein älterer Vorgängerbau befand.
Das Fachwerkgebäude wurde nach einem verheerenden Stadtbrand im Jahr 1612 vom damaligen Stadtsprecher und Provisor der Marienkirche Jürgen Clausen erbaut. Dieser nutzte das Haus wahrscheinlich auch als Zinngießerei, welche dem Haus den Namen gab. Die Jahreszahl 1612 ist am Giebel sichtbar. Im Jahr 1750 erwarb Johann Caspar Wage das Gebäude, in persona Zinngießer und Stadtsprecher. Im Jahr 1780 wurde Jakob Christian Fanter, ein Großonkel Fritz Reuters, Eigentümer des Gebäudes. Um 1800 wurde nach einem erneuten Eigentümerwechsel das Gebäude klassizistisch umgestaltet. Das Aussehen des Straßengiebels mit der farbigen Fassade und die Fassung von Haustür, Fenstern und Ladeluken entstanden in dieser Zeit.
Nach Jahren des Verfalls wurde im Jahr 1993 das völlig desolate Haus geräumt. Seit 1999 ist die WOBAU Parchim als städtisches Wohnungsbauunternehmen Eigentümerin des Hauses. Es begann eine umfassende denkmalgerechte Sanierung. Sehenswert sind neben dem farbig gestalteten Hausgiebel das Windenrad im Dachstuhl, die Eichenbalkendecken und das große Gewölbe mit wasserführendem Schacht. Im Gebäude befinden sich ein Restaurant und die Kontakt- und Informationsstelle für freiwilliges Engagement – ZiP Zusammen in Parchim. Von Juli bis September nutzt das Museum der Stadt die oberen Etagen für Sonderausstellungen in einem Sommermuseum.